# آمنزه ایغوی
آمنزه ایغوی (انگلیسی: Amenze Aighewi؛ زادهٔ ۲۱ نوامبر ۱۹۹۱) بازیکن فوتبال اهل نیجریه است.
وی همچنین در تیم ملی فوتبال زنان نیجریه بازی کرده‌است.